# 舞-乙HiMEの登場人物
舞-乙HiMEの登場人物（マイオトメのとうじょうじんぶつ）は、サンライズが中心となって展開するアニメ『舞-乙HiME』に登場する架空の人物の一覧。なお、漫画版の登場人物については舞-乙HiME (漫画)の登場人物を参照。

## ビューネ自治区・ガルデローベ

### コーラルオトメ（Coral乙HiME）
ガルデローベ学園の予科生。制服は赤。
アリカ・ユメミヤ
声：菊地美香
コーラル51位→29位（卒業記念舞闘コーラル代表）→《マイスター乙HiME》
所有GEM・通称：蒼天の青玉（そうてんのせいぎょく）
マスター：ヴィントブルーム王国女王、マシロ・ブラン・ド・ヴィントブルーム
主人公の少女。ガレリア辺境自治区出身の田舎娘。ヴィントブルーム王国の元乙HiME、レナ・セイヤーズの娘で、かつてのHiMEアリッサ・シアーズの末裔でもある。赤ん坊の時に生き別れた母の手がかりを求め、ガルデローベへやって来た。母方の祖母の手で育てられ、亡き祖母の教訓を忠実に守っている。父親は不明。OVAでそれらしき人物が登場しているが、アリカは話題にすら出さない。口癖は「ばっちゃが言ってた」。ただシフル編でばっちゃんの口癖はむしろ実父と思われるシローの祖母から受け継いでいる。
優れた体力の持ち主だが、勉学は不得手。とある事件から、周囲に無断でマシロ女王の乙HiMEとして「蒼天の青玉」で契約を交わす。セルゲイ・ウォンからは顔が似ているという理由でアリンコと呼ばれてからかわれていたが、次第に彼に強い恋愛感情を抱くようになる。しかし、セルゲイは敢えてアリカを無下に扱い、この恋が成就する事はなかった。アルタイ公国・シュヴァルツによるヴィントブルームへの武力侵攻に伴う世界的混乱の中、自分の宿命に悩みながらも大きく成長し戦争終結に大きな働きをする。ガルデローベでは、ナオのお部屋係。 誕生日はマシロ、ニナと同じく9月7日。
Zweiではマシロの乙HiMEとなり一年が経過したが、マイスターにもかかわらず学業の方の単位が足りず未だに卒業できていない。蒼天ローブはVer1.5と進化し、アリカ固有の能力として「マテリアライズZwei（Ver2.0）」が使えるようになり、蒼天ローブ本来の姿をとる事も可能となっている。アリカ特有のVer2.0についてはまだ不可解な部分が多い模様。
プロジェクト展開のため、『舞-HiME』アニメ版26話のラストシーンでカメオ出演している。
ニナ・ウォン
声：小清水亜美
コーラル1位（卒業記念舞闘コーラル代表）→《マイスター乙HiME》
所有GEM・通称：漆黒の金剛石（しっこくのこんごうせき）→海神の翠玉（わだつみのすいぎょく）
マスター：アルタイ公国大公、ナギ・ダイ・アルタイ→ヴィントブルーム王国女王、マシロ・ブラン・ド・ヴィントブルーム
物語の開始時点で、コーラルクラスでNo.1の実力を持つオトメ。アルタイ公国出身。真面目な努力家。孤児であり、反政府組織に育てられていたが、セルゲイ・ウォンにより保護され養子となる。養父に恋愛感情を抱き養父の為と軍人である彼のそばにいるためにマイスター乙HiMEを目指す。アリカのライバル的存在で、当初はアリカに対して冷たい態度をとっていたが、次第に打ち解けていく。しかし、アルタイ公国・シュヴァルツによるヴィントブルームへの武力侵攻の際、セルゲイの想いがアリカに向けられている事実を知り、その激しい嫉妬心から「漆黒の金剛石」に選ばれアルタイ公国大公・ナギの乙HiMEとなる。しかし、その結果、親友エルスを殺してしまい、自身を精神的に追い詰めることとなる。これ以降、ナギのオトメとして戦いに加担してゆく。終盤ではセルゲイがナギに撃たれ重体となり、セルゲイを助けるためにナギに利用されるのであった。最終決戦にて宇宙空間でアリカと激突し、そして和解。終戦後はオトメの任から退き髪も短くして、記憶を失くしたセルゲイの看病をして暮らす。また終盤、実はヴィントブルーム王家の14（15）年前に行方知れずとなった王女「マシロ・ブラン・ド・ヴィントブルーム」であることが明かされる。
『Zwei』では、セルゲイと共に世俗から隔離されて生活していたが、ユナの襲来に対して、過去にセルゲイが日記に記した古代遺跡の情報を提供すべくナオの元に赴き、そのままユナとの戦いに巻き込まれた末に、「海神の翠玉」でマシロと契約する。
ガルデローベでは、ナオのお部屋係。異常なくすぐったがり。辛い食べ物が好みで、劇中でもピザらしき食物にタバスコらしき調味料を、尋常ではない量で振りかけて食べていた。誕生日はマシロ、アリカと同じく9月7日。幼少のニナが自分の誕生日を知らないことを知ったセルゲイは、自分とニナが出会った記念日をニナの誕生日としたが、これは奇しくもニナ（マシロ女王）の本当の誕生日と同じ日であった。
前作では春妹（ちゅん-めい）という名の女子生徒として登場している。
同じサンライズ制作の『アイドルマスター XENOGLOSSIA』とのコラボレーションの形で実現した『Zwei』のCMにて、同じ声優が演じている高槻やよいがニナを贔屓する場面が見られる。
エルスティン・ホー
声：栗林みな実
コーラル17位→30位→シュヴァルツ構成員
アンナン出身。内気な性格。アカネのお部屋係。寮では、アリカ、ニナと同室。皆からはエルスと呼ばれている。代々多くの乙HiMEを輩出したホー家の娘として生まれるが、本心から乙HiMEになる事を望んではいなかった。またホー家は、代々多くのオトメを輩出したが故に、竜王戦争などの戦乱において多くの身内を失ってきた歴史を持ち、それゆえいつからかシュヴァルツにとりこまれていった。その中で育った彼女は、シュヴァルツの一員として自身望まぬ戦いを強いられるが友情を捨てきれず、ナギの乙HiMEとなったニナの攻撃からアリカを庇って死亡することになる。漫画版では戦死せず、晴れてマシロのマイスターオトメとなる。
彼女の名前は「ホルスタイン」のアナグラムである（「Holstein」→「Elstin Ho」）。
トモエ・マルグリット
声：田中理恵
コーラル2位(卒業記念舞闘コーラル代表補欠)→ワルキューレ部隊
ヴィントブルーム王国出身。大貴族出身。現在、コーラルクラスでNo.2の実力を持つ乙HiME。チエのお部屋係。アリカと同じコーラルクラスの星組で、シズルに憧れ入学した。しっとりと大人びた雰囲気の持ち主で、クラス委員として皆をちゃんとまとめようとするしっかり者。しかし、実は自らの欲望を成就させるためには手段を選ばない腹黒い性格の持ち主で、「嬌嫣の紫水晶」シズル・ヴィオーラに対する崇拝に近い憧れから、彼女に眼を掛けられているアリカや常にトップの成績であるニナに対し、激しい嫉妬心を抱いている。
アルタイ公国・シュヴァルツによるヴィントブルームへの武力侵攻後、アルタイ（シュヴァルツ）の黒きマイスター乙HiME、「ワルキューレ部隊」の一員となり、囚われの身であったシズルを自らのモノとする。しかし、ナツキに対するシズルの思いを崩すことは出来ず、アリカとの戦いにも敗北した。
ヴィント事変後は実家での家事手伝いを経て、エアリーズ大統領選に立候補したイシガーミンの政治秘書を務めていた。
第22話と第25話でのブチ切れ度合いの凄まじさは、スタッフをも脱帽させたほどである。シリーズ構成の吉野弘幸によれば、当初の予定では学園編で退場する筈だったのが、田中理恵の演技の凄まじさが原因で終盤まで活躍する事になったと言い、作品中で最も予定外に存在感を見せるようになったキャラであると「アニメパーフェクトガイド」で語っている。
漫画版ではキャラクター設定が大きく変更されたこともあり、最後までコーラル生として登場する。
前作では雛菊巴。ただし、髪の色と形が変わっている。舞衣のクラスメイトで静留の取り巻きの一人として登場する。
イリーナ・ウッズ
声：比嘉久美子
エアリーズ共和国出身。アリカの同級生。即位式にヨウコ先生の元でテレビ観戦したり、日曜日などには機械整備の手伝いをしているなど、機械技術に興味があり、何よりも機械いじりが大好き。発明が趣味で、自らの発明品でアリカを助けようとしたこともあるが、あえなく失敗している。アルタイ公国・シュヴァルツによるヴィントブルームへの武力侵攻後、アリカとエルスの行方を心配していたが、ヨウコの脱出を期にレジスタンス・グループに参加。戦後はパールに進級し、さらに卒業後は学園の研究員としてヨウコの助手を務めている。コーラル時代は、アカネのお部屋係。同じお部屋係のエルスが一番仲良く、アリカとニナも加えた四人で行動する機会も多かった。
ミーヤ・クロシェット
声：伊月ゆい
コーラル42位（退学時）
ルーテシア連合王国レムス出身。アリカのクラスメート。花嫁修業の一環として、またオトメになれなくても将来的にも役に立つからとガルデローベに入学したお嬢様育ちの少女。トモエの本性を知っている唯一の人物で、彼女に従っている。トモエの命令で行っていたアリカへの妨害工作がトリアスに露見し、両親からの申し出により自主退学し、失意のうちに母国へ帰国する（その後の消息は不明）。在学中はシホのお部屋係であった。漫画版では退学せず、最後までトモエの側にいる。
前作では鈴木美也。瀬能あおいの左隣の女子生徒。
ヤヨイ・オールター
声：こやまきみこ
ルーテシア連合王国ロムルス出身。リリエがアリカに構うのが気に入らず、アリカにライバル心を抱くが、空回り気味でよくリリエに諭されている。シュヴァルツの襲撃後は、本性を露にしたシホに無理やり連れてかれ、嫌々ながらも強制的にマキマキを手伝わされていた。戦後はパールに進級。コーラル時代はシホのお部屋係。
前作では太田弥生。瀬能あおいの前の席の女子生徒。
リリエ・アディーン
声：木村亜希子
ルーテシア連合王国ロムルス出身。アリカのクラスメート。前の学校で同級だったヤヨイと一緒にいることが多い。アリカの実力を認めている一人。シュヴァルツの襲撃後、ヤヨイと同じくシホにマキマキを手伝わされた。戦後はパールに進級。コーラル時代はチエのお部屋係。
前作では市ノ瀬小百合。ただし、髪型が違っている。楯祐一の左後ろの席の女子生徒。
ノブエ/リー・メイ/ジャンヌ
ワルキューレ部隊に所属している、トモエの部下で同じく元コーラル乙HiME。戦後、どうなったかは不明。ノブエは唯一、フィギュア化されている（リー・メイは頭部のみ付属している。ジャンヌはシークレット）。
オリジナルはいずれも「GEAR戦士電童」から、アブゾルート（ノブエ）、グルメイ（リー・メイ）、ウィッター（ジャンヌ）。
舞-乙HiME列伝（マイオトメ・サガ）
アヤネ・ハザクラ
所有GEM・通称：孤高の紅翡翠（ここうのべにひすい）
マスター：アンリ・ヴァルド・ヴィントブルーム
舞-乙HiME列伝の主人公。
タイユァン王国の7武候家の第三位ハザクラ家の一娘（長女）で王位継承権を持つ王族の姫。
6歳の時点で、タイユァン王国宮廷道場に並ぶもののない剣技を習得、タイユァン騎士道を尊ぶが故に、それが軽視されつつある風潮の元凶としての乙HiMEの存在に嫌悪を感じていたが、8年前、タイユァンに亡命していたアンリと出会い、彼を助ける事を約束し、アンリ暗殺未遂事件に際して、それを防いだシルヴァーナの姿を目の当たりにしたことにより、乙HiMEへの嫌悪を捨て、アンリのために乙HiMEになることを目指す。
ガルデローベ入学後はその立ち居振る舞いから誤解を受けることも多く、問題児とされていた。そんな彼女にソフィアが目を付け強引にリサと共にソフィアのお部屋係にされてしまう。
再び起こったアンリ暗殺未遂事件に際して、「孤高の紅翡翠」によってアンリと仮契約する。
パール進級後、ガルデローベの自治権拡大の為に設立されたトリアスの初代の一人に選ばれ、ガルデローベ卒業後は、アンリと正式契約して彼の乙HiMEとなった。
ニコラ・レイ・フラン
コーラルNo.1。
ヴィントブルームの下級官吏の娘でアヤネのルームメイト。
ヴィントブルーム流剣術の名手で成績優秀であり、ヴィントブルーム国王と学園長であるルナの推薦で特待生としてガルデローベに入学する。
コゼットの名目上のお部屋係で、実際には、ソフィアのお部屋係。パール進級後、初代トリアスの一人となる。
ガルデローベ卒業後は、乙HiMEになってやりたかったことが既にかなえられたため、乙HiMEになる道を選ばず、クラウドと婚約した。
クラリッサ・ホー
アヤネのルームメイトでロサージュ連邦指折りの資産家ホー財閥の令嬢。
愛称はリサであるが、本人はそう呼んでいいのは兄だけだと主張しているがアヤネからリサと呼ばれている。
争いごとを嫌っており、そのため乙HiMEになること拒んでおり、定期試験の結果が4位であったことに対して、点を取りすぎたと呟いて青ざめるなど、本来の能力を見せることを避けている。
ソフィアのお部屋係。パール進級後、初代トリアスの一人となる。
ガルデローベ卒業後は、長らく空位であったタイユァン国王の乙HiMEとなった。
シェーナ・シュタインメッツ
アヤネたちの後輩でアヤネのお部屋係。
アヤネに憧れており、ライバルを蹴落として強引にアヤネのお部屋係を勝ち取る。その後はアヤネにべったりで何かにつけてアヤネの部屋に居座るソフィアやリサを邪魔者扱いしている。
ニコラとは古くからの知り合いでシェーナの父親はニコラの剣の師匠であった。ロサージュ内乱の折りに家族を失っている。

### パールオトメ（Pearl乙HiME）
ガルデローベ学園の本科生。成績上位三名には「トリアス」の称号が与えられ、全生徒の生活指導役を務める。制服は灰色（成績トップ生のみ白色）。
アカネ・ソワール「トリアス」（〜13話）
声：岩男潤子
パール1位→退学→《マイスター乙HiME》
所有GEM・通称：清恋の孔雀石（せいれんのくじゃくいし）
マスター：カルデア帝国皇帝、カズヤ・クラウゼク
フロリンス出身。パールクラスでNo.1の実力を持つオトメ。カルデア帝国の貴族の御曹司であるカズヤ・クラウゼクとは相思相愛であり、 引退したフロリンスのマイスターオトメに代わり「清恋の孔雀石」（せいれんのくじゃくいし）を継がなくてはならない事に苦悩していたが、最後はマイスター認証式の最中乱入してきたカズヤと共に駆け落ち、マイスターGEM「清恋の孔雀石」を持ったまま行方知れずとなった。その後、五柱の一人であるマーヤ・ブライスにより逮捕され、カルデア皇帝となったカズヤのマイスター乙HiMEになる事を条件に、マイスターGEMを持ち逃げした罪状は不問とされたが、本人はカズヤと一線を越えた関係になる事を諦めていないようである。前作において凄惨な展開の幕開けとなった最初の脱落者だっただけに、放映当時はファンからしきりにマークされていた。
Zweiではカズヤとバカップル化し、カズヤと一緒にHをしようと何度も実行しているが、度々マーヤに妨害されている。
オリジナルは日暮あかね（名字はフランス語訳）。前作との違いは髪を下ろしていること。
チエ・ハラード「トリアス」
声：斎賀みつき
パール2位→1位（卒業記念舞闘代表）→ワルキューレ部隊→エアリーズ共和国軍少尉
エアリーズ共和国出身。パールクラスでNo.2だったが、アカネ退学によりNo.1に繰り上げとなる。宝塚歌劇団の男役のような風貌と言動が特徴で、熱烈なファンが数多く存在する。他の生徒達とは違って、彼女のみ黒いタイツを着用している（他の生徒達はみんなニーソックス）。青い薔薇を好み、時々眼鏡を着用することもある。マシロ姫の世話をするアオイとは旧知の仲で親友である。アルタイのヴィントブルーム侵攻後、アルタイとその裏に暗躍するシュヴァルツの動向を探るため、アルタイが募集するマイスター乙HiME「ワルキューレ部隊」の一員となり、その立場を利用した諜報活動を開始する。ワルキューレローブのシステムにより作戦行動以外の事が出来ずにいたが、後にシホのまきまきによってその拘束から逃れることに成功し、アオイを救出する。ヴィント事変後は大尉に昇進。エアリーズのデルタ乙HiME部隊隊長として国に仕えている。
前作では原田千絵。
シホ・ユイット「トリアス」
声：野川さくら
パール3位→2位（卒業記念舞闘代表）→《マイスター乙HiME》
所有GEM・通称：螺旋の蛇紋石（らせんのじゃもんせき）
マスター：フロリンス国王、シャルル・ギュネール・ロイ・デ・フロリンス八世
カルデア帝国出身。パールクラスでNo.3だったが、アカネ退学後No.2に繰り上げとなる。カルデア貴族の名家の出身でいつも取り巻きを多く連れている。普段は淑やかで優しい美少女だが、本性は非常に陰険かつ短気でわがままな性格。表情や口調も表向きと本性では大きく異なり、後者は顔も荒々しいものとなっている。初対面時よりアリカの事が気に食わない模様で何かにつけてケチをつける事が多い。またニナに対してもお部屋係を拒否された事で不快感を隠せない。最初は本性を隠してたが物語が進行するにつれ普通に本性を現すようになり上品な性格をほとんど見せなくなった。同じパールのナオとは犬猿の仲で、「うずまき」と呼ばれると激怒する。非常に性格が悪いが必ずしも悪い性格ではなく一応アリカ側の仲間。戦後はフロリンスの乙HiMEに就任。
前作では宗像詩帆。
ジュリエット・ナオ・チャン「トリアス」（14話〜）
声：南里侑香
パール4位→3位→《マイスター乙HiME》五柱・四の柱
所有GEM・通称：破絃の尖晶石（はげんのせんしょうせき）
マスター：真祖
ニナと同じアルタイ公国出身。セルゲイにスカウトされ、アルタイの税金でガルデローベに通うことに。パールクラスでNo.4だったが、No.1のアカネが卒業を待たず叙勲される事になったためNo.3に繰り上げられ、不本意ながらトリアスに任命されてしまう。シホとは仲が悪く、顔が合うたびに彼女をからかっている。自身の「ジュリエット」というファーストネームを気に入っておらず、親しい知り合い達には「ナオ」と呼ばせている。愚連隊「しましま団」のリーダーとして学園を抜け出しては街に繰り出す不良生徒である。適当な金持ちの男をつかまえて楽に生きるのが人生設計と言い切るなど金銭欲が異常に強く、その執着心は後輩であるニナやアリカやエルスの下着写真を雑誌に掲載させマージンを取るという行為も辞さないほどである。
前作では結城奈緒。
舞-乙HiME列伝
ソフィア・レクタンドール
パールNo.1（「トリアス」は当時まだなかったため、トリアスではない）。→《マイスター乙HiME》
所有GEM・通称：不明
マスター：真祖
そののんびりとした口調とは裏腹に、学園内に強力な情報網をもつ策略家。自称パールのルールブック（アヤネたちが初めてマテリアライズする舞闘の授業を見たく、無理やりクラス自習させたことがある）。
アヤネ、クラリッサのお姉様であり、ニコラの実質的なお姉様。
卒業後は五柱のひとり（Noは不明）として、ガルデローベの教師となり、ルナ・ブルネッリの現役復帰後は、後任として学園長に就任し、学園に在籍中より、彼女が行った多くの改革が、TVシリーズの時代まで引き継がれている（トリアスの設立、ガルデローベの学園長の資格者を五柱の者にする等）。
ルナ・ブルネッリを敬愛しており、彼女が図った策略の多くは、先の政変以来のルナ・ブルネッリの憂いを取り除き現役復帰を図るためのものであったが、自らが学園長に就任することになったのは、彼女の誤算であった。
コゼット・デルーチ
パールNo.2。
いつもソフィアのわがままに付き合っている苦労人。
ソフィアのアヤネ、ニコラ、クラリッサの三人をお部屋係にしたいという無理を通すために、ニコラを名目上のお部屋係としたが、ニコラに対しては常に姉として暖かく見守っていた。
卒業後はアルゴスの国王のマイスター乙HiMEとなったが、そのマイスターローブは、後年フロリンスに所有されている「清恋の孔雀石」のローブであった。

### マイスターオトメ（舞☆乙HiME）
ガルデローベ卒業生の通称。プロの乙HiME。本項は、その中でも学園関係者であるマイスターの紹介。
ナツキ・クルーガー
声：千葉紗子
《マイスター乙HiME》
所有GEM・通称：氷雪の銀水晶（ひょうせつのぎんずいしょう）
マスター：真祖
クルーガー伯辺境領出身。ガルデローベの学園長兼ビューネ自治区国家元首。また、伝説のマイスター乙HiME·五柱（ごちゅう）の一人（二の柱）。
初めは「怒ると怖い」という設定があったが、途中から消えている。
前作では玖我なつき。
シズル・ヴィオーラ
声：進藤尚美
《マイスター乙HiME》
所有GEM・通称：嬌嫣の紫水晶（きょうえんのむらさきすいしょう）
マスター：真祖
ヴィントブルーム出身。五柱の一人（三の柱）。ナツキの補佐役を努めているが、ナツキに対する思いはかなり深く、時には過剰なスキンシップに及ぶこともある。才色兼備で乙HiMEとしても確かな実力を持った存在で、学園の生徒や市民の人気も高い。物柔らかな物腰と京都弁が特徴。ガルデローベ時代はナツキや舞衣の一期上にあたり、トリアスのトップだった。
前作では藤乃静留。
ユカリコ・シュタインベルグ
声：井上喜久子
《マイスター乙HiME》
所有GEM・通称：幻惑の瑠璃（げんわくのるり）
マスター：真祖
フロリンス出身。ガルデローベの教師であるマイスター乙HiME。契約を解除し学園に出戻ってきた。終盤でレジスタンス組織による反攻で両一派が混乱している隙を突いてマリアと共にガルデローベ奪還作戦に加わる。
前作では真田紫子。
マリア・グレイスバート
声：松岡洋子
《マイスター乙HiME》
所有GEM・通称：久遠の碧玉（くおんのへきぎょく）
マスター：真祖
旧ルーテシア王国出身。現役最高齢のマイスター乙HiMEで、学園教師兼ナツキのお目付け役。
竜王戦争を経験した数少ない人物。外見年齢は初老の女性だが、終盤の攻防戦にてマテリアライズをして戦闘に参戦した事で現役当時の10代-20代ほどの若い容姿で現れたために、目撃した一同を驚愕させた。
ヴィント事変後は、マイスターではあるものの単位が足りないアリカの補習授業をしている。その厳しい指導ぶりは健在である。
Zweiでは、真祖の霊廟を襲撃したユナと遭遇して石化されてしまった。
フミ・ヒメノ（真祖）
《マイスター乙HiME》
所有GEM・通称：真白なる金剛石（ましろなるこんごうせき）
マスター：？
真祖と呼ばれる史上最初のマイスター乙HiMEでグランドマイスターとも呼ばれている。十二王戦争時代に突如現れ、戦争に終止符を打ったと言われている、伝説の人物。GEMを生み出す「母体」としての役目を持っていた。現在は、シュヴァルツの攻撃により自閉モードに入り、機能を停止している。彼女のマスターについてはミユの口からわずかしか出てきておらず、どんな人物なのかは不明である。かつて真白なる金剛石はこの世に絶望し、黒く染まり漆黒の金剛石になったと伝えられる。
「0〜S.ifl〜」の冒頭部分で登場したフミのマスターの容貌は、マシロに酷似していた。
前作では姫野二三。
舞-乙HiME列伝
シャリード・ハシュタム
《マイスター乙HiME》
所有GEM・通称：不明
マスター：真祖
100年前の五柱・四の柱にして、ガルデローベの教師。

### 学園関係者
ヨウコ・ヘレネ
声：木村亜希子
ガルデローベの地下研究所に所属。GEMの開発に関わる科学者兼保健医。アスワドの村出身で、ミドリ・ラドとは幼馴染であったが、ミドリ・ラド達とは対照的にアスワドの掟に疑問を持ち、アスワド・シュバルツ連合軍によるヴィントルーム襲撃事件後に村を去ってガルデローベの研究者となった。
ガルデローベ侵攻時には情報屋のヤマダの助けで脱出。その寸前にイリーナに何か本らしき物を渡した。ナツキ達が再びマテリアライズ出来るよう、真祖フミを復活させる事に尽力する。ヴィント事変後は学園の研究主任としてガルやイリーナの上司となった。
前作ではオリジナルは鷺沢陽子。
舞-乙HiME列伝
ルナ・ブルネッリ
所有GEM・通称：?
マスター：ヴィントブルーム王族/ヴィントブルーム国王
「舞-乙HiME列伝」におけるガルデローベの学園長。現役のマイスター乙HiMEでもあり、かってヴィントブルームの王族に仕えていたが、8年前の政変に際してマスターを失うも自らは生き残った。
その贖罪と称して反国王派から脅迫を受けており、彼らへの協力を強制されている。
アンリ暗殺未遂事件に端を発する一連の事件において、ソフィアの叱咤を受けて、過去を振り切り、ヴィントブルーム国王と再契約を行い現役復帰した。

### 五柱
真祖フミに仕えるべく選ばれたマイスターオトメ。
サラ・ギャラガー
声：沢城みゆき
《マイスター乙HiME》五柱・一の柱（表記はIではなくA）
所有GEM・通称：銀河の藍玉（ぎんがのらんぎょく）
マスター：真祖
エアリーズ共和国出身。五柱の一人（一の柱）。学生時代はロザリーと同学年。生真面目な性格で、ハルカは彼女を苦手に思っている。普段はジパングを始めとする東方諸国にて任務に就いている。
オリジナルは「GEAR戦士電童」に登場した同姓同名のサブキャラクター及び設定段階で頓挫した「GEAR戦士電童2」の二代目ベガ、及び久行宏和のHPの看板娘より。
ナツキ・クルーガー
《マイスター乙HiME》五柱・二の柱
詳細は、上述の「マイスターオトメ（舞☆乙HiME）」参照。
シズル・ヴィオーラ
《マイスター乙HiME》五柱・三の柱
詳細は、上述の「マイスターオトメ（舞☆乙HiME）」参照。
ジュリエット・ナオ・チャン
《マイスター乙HiME》五柱・四の柱
詳細は、上述の「パールオトメ（Pearl乙HiME）」参照。
マーヤ・ブライス
声：小林由美子
《マイスター乙HiME》五柱・五の柱
所有GEM・通称：怜踊の蛍石（れいようのほたるいし）
マスター：真祖
マウリヤ王国出身。五柱の一人（五の柱）。普段は乙HiMEを取り締まる立場にいる模様。カズヤと駆け落ちしていたアカネを逮捕、その免罪の条件としてカズヤのマイスター乙HiMEとして認証させた人物。隙あらば接触したがるアカネとカズヤを監視する為に永らくカルデアに留まっており、アカネに対しては半ば姑の様な状態となっている。
オリジナルはとある没企画からの流用キャラ。久行宏和本人によると、GEAR戦士電童のスバルの先祖を流用している。
舞-乙HiME列伝
シャリード・ハシュタム
《マイスター乙HiME》五柱・四の柱
詳細は、上述の「マイスターオトメ（舞☆乙HiME）」参照。
ソフィア・レクタンドール
《マイスター乙HiME》五柱・？の柱
詳細は、上述の「パールオトメ（Pearl乙HiME）」参照。

舞-乙HiME 0〜S.ifr〜
エリオット・チャンドラー
声：三瓶由布子
《マイスター乙HiME》五柱・一の柱
所有GEM・通称：銀河の藍玉（ぎんがのらんぎょく）
マスター：真祖
五柱の一人（一の柱）。学生時代はレナ、ラケルと同学年で、レナに思いを寄せている百合の人。一人称は「僕」でありボク少女である。
ウーナによってシフルの監視、及び誘拐の恐れがあった場合の殺害を命じられていたがシフルを守ろうとするレナ達と自分の任務の狭間で葛藤し、未遂に終わったがシフルに攻撃を加えてしまう。
その後ブルースによって諭され、自分の行いを悔い改めた後はシフルを守る事を決め、ブルースと共にシフルの救出に向かった。
ウーナ・シャムロック
声：桑島法子
《マイスター乙HiME》五柱・二の柱
所有GEM・通称：嬌嫣の紫水晶（きょうえんのむらさきすいしょう）
マスター：真祖
五柱の一人（二の柱）。ガルデローベの学園長。
ガルデローベの古き盟約を重んじ、「紡ぎ手」の血の流出を阻止する為にシフルの殺害を目論む強硬派。
自身以外の五柱の認証システムの強制解除や、独自判断による戦艦の出撃等の職権乱用が目立つ。
調停機関の立場を無視した行いからミス・マリアに警告を受けるが聞き入れることなくシフルの殺害計画を強行、アルテミスフォームとなったレナに返り討ちに遭う。その後、学園長の職を辞任する事となった。
レイ・ジャガーノート
声：木村亜希子
《マイスター乙HiME》五柱・三の柱
所有GEM・通称：奏凛の橄欖石（そうりんのかんらんせき）
マスター：真祖
五柱の一人（三の柱）。ウーナの補佐を務めている。
ウーナと共にヴィントブルーム王家への内政干渉を行った結果、一ヶ月の資格停止処分を受けた。
キョウコ・ツマブキ
声：ささきのぞみ
《マイスター乙HiME》五柱・四の柱
所有GEM・通称：旋風の紅水晶（せんぷうのべにすいしょう）
マスター：真祖
五柱の一人（四の柱）。
タイユァン出身で、ガルデローベでは後輩に当たるサクラ・ハザクラを姫様と呼んでいる。
ウーナと共にヴィントブルーム王家への内政干渉を行った結果、一ヶ月の資格停止処分を受けた。
イルマ・バンデベルト
声：渡辺明乃
《マイスター乙HiME》五柱・五の柱
所有GEM・通称：氷雪の銀水晶（ひょうせつのぎんずいしょう）
マスター：真祖
五柱の一人（五の柱）。レナ、エリオットの一年先輩。
ウーナと共にヴィントブルーム王家への内政干渉を行った結果、一ヶ月の資格停止処分を受けた。

## ヴィントブルーム王国
マシロ・ブラン・ド・ヴィントブルーム
声：ゆかな
所有GEM：蒼天の青玉（そうてんのせいぎょく）／海神の翠玉（わだつみのすいぎょく）
契約の乙HiME：アリカ・ユメミヤ／ニナ・ウォン（『Zwei』のみ）
誕生日はアリカ、ニナと同じく9月7日。ヴィントブルーム王国の王女（3話中盤より女王）。15年前の王宮襲撃事件の折、一度行方不明になり、その事から「偽者の王女ではないか？」と臣下や他国の王族の間で噂され続けており、そのことから常に虚勢を張っている。アリカの事は体のいいからかい相手だと思っている。城内でスレイブに襲われた際、他に余儀無い状況からアリカと契約を交わし、彼女のマスターとなった。
女王就任当初は自分のわがままと無知のために国民に増税を課す等の悪政を行っていたが、ジパングの次期将軍・タクミの指摘とアリカの励ましにより女王としての責務に目覚める。しかし、その矢先、アルタイ公国とシュヴァルツの謀略にはまって国を奪われ、難民に紛れ国外へ逃亡する。しかしその後、アオイの決死の覚悟の行動とミミとの出会いと永遠の別れ、そしてミドリから王としての資質を学び、最終決戦にてアリカと共にアルタイ・シュヴァルツ連合軍に勝利を収めた。
『〜Zwei』では、女王としての成長を見せるが、その為政者の立場が、アリカが民衆の心情に共感する姿勢と対立してしまい、悩むこととなる。ユナの襲撃に対抗するため、ニナとも“海神の翠玉”で契約を交わす。
前出の偽物疑惑は本編終盤で事実であることが確認されている。ゆえにヴィントブルーム王族の血統とは無関係。マシロ本人は「大臣がどこからか連れてきた傀儡」だと推定している。またシアーズの子孫でもなく（ミユやユナの識別ビジョンに反応がない）、その出自は劇中では語られていない。『Zwei』で高次物質化エネルギーを遮断されたユナがマシロを取り込んだ際に、それまでの真祖フミの擬態から急激に変容し、チャイルド（『舞-HiME』で一瞬だけ登場した“鬼真白”）の姿になった。
前作では風花真白。
ミコト（猫）
声：清水愛
マシロ姫（女王）のペット。幼い頃から一緒にいる為か、ほとんど彼女にしか懐くことはなく当初はアリカにも悪戯を働いていたが、マシロとアリカの関係性が発展すると共にアリカにも懐く様になる。実はミコトと同じ姿をした猫は一匹だけではなく、正体は猫神様のミコトの眷属でその目を担う役割として世界各地に点在している。
作中でナオはこの内の１匹を拾っており、気に入ったのかZweiにおいてもしましま団の服を着せて飼っている。また、過去のヴィントブルーム王国の皇太子であるアンリもミコトという名のデブ猫をペットにしていた。
前作では美袋みこと
アオイ・セノー
声：新谷良子
ヴィントブルームの宮殿に仕えるメイドの女性。マシロの事を本当に大切に思い、好きで今の仕事に就いているが彼女の奔放な振る舞いには少々手を焼いており、早く乙HiMEと契約して欲しいと思ったりもする。乙HiMEを志すもガルデローベの入学試験の最終試験を放棄し、断念した。その頃に知り合ったパール乙HiMEのチエとは親友であり、彼女の事を「チエちゃん」と呼ぶ。たまにチエにマシロのことで相談することもあった。
マシロとは主従というよりあたかも歳の離れた姉妹のような関係であり、アルタイの謀略によって難民となった際、怒り狂う難民からマシロを救うために自ら谷へと身を投げる。アルタイのマシロ捜索隊によって発見され、辛くも一命を取りとめたが、その後はヴィント城に幽閉される。終戦間際にチエによって救出され、戦後はマシロのメイドに復職する。
前作では瀬能あおい。
サコミズ・カージナル
声：陶山章央
外見からは想像出来ないが、マシロが産まれた時から宮殿に仕えている衛兵長。アオイ同様、マシロのわがままに振り回されている。昔は痩せていたが、激太りしてしまっている。シュヴァルツ襲撃時には降伏していたが、なんとかレジスタンスグループとの合流に成功し、ヴィントブルーム奪還の為に尽力する。
前作では迫水開治。
レナ・セイヤーズ
声：櫻井智（舞-乙HiME）/遠藤綾（舞-乙HiME 0〜S.ifr〜）
《元マイスター乙HiME》
所有GEM・通称：孤高の紅翡翠（ここうのべにひすい）/蒼天の青玉（そうてんのせいぎょく）
マスター：ブルース・バニング・ヴィントブルームII世
ガルデローベの歴代記録をすべて塗り替えた才媛であり、歴代のマイスター乙HiMEの中でも伝説的な人物でありオトメとしても女性としても幸せを掴んだ人物とされている。「蒼天の青玉」の持ち主で、前ヴィントブルーム王のマイスター乙HiMEだった。アリカの母親で、かつてミユが忠誠を誓っていた人物であるアリッサ・シアーズの直系の末裔でもある（アリカの実父は劇中一切触れられていない）。
10年間、ブルースの乙HiMEとして務めたのち、結婚、アリカを出産する。オトメの力を失ってもヴィントブルーム王家に仕え、15年前の王宮襲撃事件の際に、オトメの能力が使えなくなっていたにも係わらずラドと交戦するも戦死する。その後遺体はシュヴァルツのジョン・スミスに奪われ、現在の真祖フミ・ヒメノに対抗する新たな真祖として利用されていたが、アリカの手により消滅した。
「舞-乙HiME 0〜S.ifr〜」では、自らの強すぎる力を恐れ悩んでいた彼女の、マイスター乙HiMEとしてのルーキーイヤーに起きたある事件が描かれる。マイスターになった当初は「孤高の紅翡翠」を用いていたが、彼女の力に耐えきれず破損している。
左胸の下にHiMEの痣（オリジナルではなく、シアーズのマークに似たもの）があり、子供の頃にはとても薄かったものがガルデローベ入学後から徐々に濃くなり、それと同時に乙HiMEの力も強くなっていき、3ヶ月目には最初のコーラルGEMを壊してしまったとレナの口から語られている。普段はGEMの力で押さえ込んでいたようだが、それすらも上回り、結果的に「孤高の紅翡翠」は破損してしまう。人工HiMEの力を持つことで、セラフィムフェザーらしき翼や弓と矢などのエレメント、また人工チャイルドのアルテミスを駆使することができる。更に外側からGEMのプログラムを書き換えることで、「アルテミスフォーム」と呼ばれる、チャイルド・アルテミスがレナのナノマシンを依代に実体化した姿となることも可能。その力はエリオット以外の五柱を圧倒した。
オリジナルはキャラクターデザインを担当した久行宏和繋がりで『新世紀GPXサイバーフォーミュラ』シリーズの結城レナ。
内務大臣
15年前のある事件でラドたちと共に国王夫妻殺害現場に立ち会っていた人物。その後、行方不明になっていたマシロ姫を救出し、犯人グループを逮捕したと発表した。その後、謎の急死を遂げた為、事の真相は謎に包まれていた。しかしアスワドのミドリ達の話により、実は国王夫妻暗殺を目論んでいた張本人で、マシロを傀儡として国を自分の思うが侭にしようとした事が判明。どこからマシロを連れて来たかは最後まで不明であった。
ミミ
声：清水愛
ヴィントブルームの貧民街に住む少女。かつては小さなパン屋を営む一家の娘であったが、再開発事業で強制的に立ち退かされて以来、家庭崩壊状態に陥り父を失う結果に。それ以来、ヴィントブルーム王家を憎む。初登場時は、ニナがセルゲイから送られた時計を盗むも、アリカとニナに追い詰められて、その時計を川に投げ捨てて逃亡した。後にヴィントブルームの混乱から難民状態になり、正体を知らないままマシロと行動を共にしていた時期もあったが、アオイが難民たちに発見されて王家の一員である事に対する憎悪をぶつけられた末にマシロを庇って崖から身を投じた時に発した言葉が、マシロを難民団から分かれて孤独の状態へ追い込むきっかけを作った。その後難民団と共にアスワドの集落に流れ着く直後、怪物ジャバルに襲われて深手を負い、マシロとアリカの必死の看病もむなしく、最後までマシロがヴィントブルームの女王である事を知らないまま息を引き取った。
なお、ミミの祖母はかつて王宮に仕えた宮廷女官であり、14(5)年前の王城襲撃事件の際に、レナが本物のマシロ姫（ニナ）を蒼天の青玉と共に、他の宮廷女官に預けるのを目撃した最後の生き証人であった。
舞-乙HiME列伝
アンリ・ヴァルド・ヴィントブルーム
所有GEM：孤高の紅翡翠（ここうのべにひすい）
契約の乙HiME：アヤネ・ハザクラ
ヴィントブルーム王国皇太子。前国王の息子で、現国王の甥にあたる。
8年前のロサージュ連邦内乱に呼応したヴィントブルーム政変時、タイユァンに亡命、アヤネと運命的な出会い（ただし、自らの素性は明らかにしなかった）をし、将来アヤネを自分の乙HiMEとする事を約束（半ばアヤネが強要）し、その証として「孤高の紅翡翠」をアヤネに託した。
かつての約束を果たすためガルデローベに入学したアヤネに対しては、8年前と何ら変わることのない王宮の現状に彼女を巻き込むことを恐れ、自分を探す彼女に正体を明かすこともなく、彼女の前では殊更軽薄に振る舞って彼女を近づけないようにしていたが、再び起こった自らの暗殺未遂事件に際して、彼女と孤高の紅翡翠によって仮契約（半ばアヤネが強要）し、彼女のマスターとなった。
その成長後の容姿は、ネタバレになるので未公開になっていた。
暗殺未遂事件に端を発する一連の事件の解決後、アヤネと正式に契約し乙HiMEとした。
クラウド・エイルダーフ・マキネン
8年前のロサージュ連邦内乱に呼応したヴィントブルーム政変時の反国王側の貴族の子息。
名を変えて、ヴィントブルームへの帰国を許された後、近衛にまで抜擢されるが、王宮内ではいまだ彼を白眼視するものも多い。
ヴィントブルーム流剣術の名手であり、アンリの腹心として、アンリの指示により陰ながらアヤネを見守り、後にアヤネのヴィントブルーム流剣術の師となる。
暗殺未遂事件に端を発する一連の事件の解決後、ニコラと婚約した。

舞-乙HiME 0〜S.ifr〜
ブルース・バニング・ヴィントブルームII世
声：置鮎龍太郎
所有GEM：孤高の紅翡翠（ここうのべにひすい）/蒼天の青玉（そうてんのせいぎょく）
契約の乙HiME：レナ・セイヤーズ
レナのマスターでヴィントブルーム王国の王子。
シュヴァルツに誘拐されそうになったシフルを助け出す。シフルに自分の名を名乗る際にブルース・ワレスという偽名を使っていた（レナもレナ・ユメミヤと名乗っていた）。

## アルタイ公国
ナギ・ダイ・アルタイ
声：石田彰
所有GEM：漆黒の金剛石（しっこくのこんごうせき）
契約の乙HiME：ニナ・ウォン
アルタイ公国大公。若齢で普段は飄々としているが、野心を持ち政治力に長けた侮れない性格で、第五王子であったが配下のセルゲイに命じて兄たちを謀殺して今日の地位に上り詰めた。不要になったり自分に反逆する人物は容赦なく葬る冷酷な性格を持つ。
伝説の石と呼ばれる「漆黒の金剛石」でニナと契約し、ニナのマスターとなった。シュヴァルツと手を組み行った壮大なる自作自演により、ヴィントブルームをシュヴァルツから解放した英雄・女王の代行者としてヴィントブルーム王国の占領に一時的に成功するも、反アルタイ連合とレジスタンスグループの反攻に敗北し、生き残ったシュヴァルツのメンバー共々逮捕された。『Zwei』においてはナツキに対し、惑星破壊兵器に関する情報と引き換えに司法取引を申し出るも却下されてしまった。
前作では炎凪。
セルゲイ・ウォン
声：小西克幸
アルタイ公国大使館・駐在武官で大公ナギの側近。審議会メンバーの一人。アルタイ公国陸軍少佐。ニナの養父。額の傷は反政府組織の鎮圧任務の際に、その組織に拘束されていた幼少の頃のニナが発砲した銃弾が当たった場所から飛んで来た破片によるものである。かつては「ノースハウンド」と呼ばれ怖れられたスナイパーで、ナギの兄達の謀殺や裏の汚い任務に関わっていた。ナギの側近中の側近。冷静で端整な容姿から女性にもて、本人も女性に一声かけるのを好むプレイボーイな性格。終盤にワルキューレシステムとハルモニウムを破壊してナギを止めようとする。それを阻止しようとしたジョン・スミスを返り討ちにするが、背を向けたところをナギに頭部を撃たれ、昏睡状態に陥る。彼を助けるために負荷を承知でハルモニウムを使ったニナにより、記憶は失うものの一命は取り留める。その後はニナの介護の下で静養生活を送っている。好きな果物はグレープフルーツ。
当初、関智一が演じる予定であったがスケジュールが合わず、代役として関が主宰する劇団のメンバーである小西が推薦されたという経緯がある。
タツヒコ・ゴロビッチ・ザイツェフIV世
声：小田久史
ナギとセルゲイが乗っている公用車の運転手。アルタイ公国の士官でセルゲイ直属の部下。
前作では財前達彦。
ヤマダ
声：小谷津央典
情報屋。数少ないセルゲイの過去を知る人物。
前作ではヤマダ。
舞-乙HiME 0〜S.ifr〜
サクラ・ハザクラ
声：ゆかな
《マイスター乙HiME（オトメ）》
所有GEM・通称：桜嵐の金緑石（おうらんのきんりょくせき）
マスター：アルタイ大公
タイユァンの第三皇女でマイスター乙HiMEでレナたちの先輩。
レナの力のことを知っている様子。
ベル・グラン・アルタイ大公
声：石田彰
所有GEM：桜嵐の金緑石（おうらんのきんりょくせき）
契約の乙HiME（オトメ）：サクラ・ハザクラ
シフル事件当時のアルタイの大公。シフル事件の真相を把握しつつも事実を秘匿し、ガルデローベ並びにヴィントブルーム王国に貸しを作り、策略に長けたところを見せる。
生涯に6人の妃との間に10数人の子供を残したが、後継者の指名を明確にしていなかったらしく、彼の死後、彼の子供たちを巡って国内が長期間にわたって混乱し、それを制して大公位に就いたのがナギである。
フルネームは劇中やクレジットでは明らかにならなかったが、公式サイトにて明らかになった。
当時のアルタイは、タイユァンとは同盟関係にあり、第三皇女であるサクラ・ハザクラがアルタイ大公に仕えているのも、そのためである（タイユァン国王にもアルタイ出身のオトメが仕えている模様）。
その容姿は血縁であるナギ以外にも何故かマシロにも近く、両親が不明なままのマシロとの関係性が疑われるが真相は謎のままである。

## エアリーズ共和国
ユキノ・クリサント
声：能登麻美子
所有GEM：珠洲の黄玉（すずのこうぎょく）
契約の乙HiME：ハルカ・アーミテージ
エアリーズ共和国大統領。契約しているマイスター乙HiMEはハルカ。ハルカとは幼馴染の間柄で、彼女の暴走気味な行動には手を焼いているが、時には暴力的手段を講じてでも彼女を止めようとする。よくことわざを言い間違えるハルカの突っ込み役でもある。アルタイのヴィントブルーム侵攻後、ナツキの協力要請を受けヴィントルーム奪還作戦に参戦する。
エアリーズの国民からはハルカと共に非常に慕われており、二人はエアリーズの知恵と魂だと称されている。
前作では菊川雪之。
ハルカ・アーミテージ
声：柚木涼香
《マイスター乙HiME》
所有GEM・通称：珠洲の黄玉（すずのこうぎょく）
マスター：エアリーズ共和国大統領、ユキノ・クリサント
エアリーズ共和国軍准将兼ユキノ大統領のマイスター乙HiME。超弩級潜砂艦空母スズシロの艦長。「力」「技」「根性」を己の信条としており、アリカの潜在能力を認めている人物の一人。ガルデローベ時代はシズルの同期でトリアスの一人、そしてナツキや舞衣より一期上の先輩でもある。物事を力任せに解決しようと暴走したり、よくことわざを言い間違え、ユキノに突っ込まれる。ヴィントブルーム奪還作戦では超弩級戦艦「スズシロ」に乗艦し、指揮を執った。
『Zwei』ではアリカ人質事件の最中にユナと遭遇して一戦に及ぶが石化されてしまう。
本国では非常に慕われており、ユキノと合わせて二人はエアリーズの知恵と魂だと称されている。また幼児に結婚を申し込まれ本気で照れるなどの初心な一面も持っている。
前作では珠洲城遥。
グレッグ・ボーマン
声：新垣樽助
エアリーズ共和国軍中将。国家安全保障局所属。デルタ乙HiME部隊の責任者であり、デルタ乙HiMEの四人のマスター。
ジジ
声：?
デルタ乙HiMEの一員でガルデローベ時代はアリカとニナの同級生だった。
ドロシー
声：小清水亜美
デルタ乙HiMEの一員。
ジェシカ
声：?
デルタ乙HiMEの一員。
ワッタール・イシガーミン
声：三木眞一郎
共和国大統領選挙に立候補した元似顔絵描き。特にアーミテージ准将の強硬路線を批判しているが准将の国民的人気から逆に有権者の受けはよくない。出馬の背景にはトモエ・マルグリットの存在があった。
前作では石上亘。

## カルデア帝国
アルゴス十四世
声：池田知聡
所有GEM：塊麗の縞瑪瑙（けんれいのしまめのう）
契約の乙HiME：フィア・グロス
カルデア帝国皇帝。アスワドにエアリーズ領内の古代遺跡の調査を依頼する。ハルモニウムの鳴響に反応し、世界の激動を予告し積極的に事を起こさんとする。ガルデローベが秘匿する技術だけでなく、アスワド、シュヴァルツの技術も奪おうと目論んでいた。その後ミドリ達の不在の隙を狙い自身の乙HiME「塊麗の縞瑪瑙」フィア・グロスに黒い谷（アスワド）を襲撃させる。だがこの裏切り行為に対するアスワドの報復攻撃をうけた際、フィアが敗北したため共に消滅する。
フィア・グロス
声：田中理恵
《マイスター乙HiME》
所有GEM・通称：塊麗の縞瑪瑙（けんれいのしまめのう）
マスター：カルデア帝国皇帝、アルゴス十四世
アルゴス十四世の命令により、黒い谷（アスワド）を襲撃して彼らが持つREMに関する科学技術を強奪する。しかしこの一件がアスワドの報復を招き、ミドリ率いるサイボーグ四人衆と交戦することとなる。その戦いの際一時はミドリを追い詰めるも、逆に愕天王に串刺しにされ消滅する。
カズヤ・クラウゼク
声：堀江一眞
所有GEM：清恋の孔雀石（せいれんのくじゃくいし）
契約の乙HiME：アカネ・ソワール
カルデア帝国からヴィントブルームの大学に留学している大学生。皇帝筋にあたるカルデア三大選帝侯家の嫡男。パールオトメのアカネ・ソワールとは相思相愛の仲だったが、オトメは恋愛を全体的に禁止されている事やお互いの祖国が古くから敵対関係にあるため正式に交際する事が出来ずにいた。だがアカネがマイスター乙HiMEへの就任が決定した時、家柄も夢もかなぐり捨てて自らの恋を取るべくマイスターオトメ認証式最中に乱入、二人で駆け落ちし行方をくらます。
ところがその後アスワドによるカルデア皇宮への報復攻撃により選帝侯家唯一の生き残りとなってしまったためにカルデア国皇帝選出会議審査機構によって拘束、選択の余地無く新皇帝に即位することとなる。そして同じく五柱のマーヤによって拘束されたアカネを自身のマイスター乙HiMEとし、反アルタイ陣営に参加する。
前作では倉内和也。
アルゴス十二世
所有GEM：流水の透輝石（りゅうすいのとうきせき）
契約の乙HiME：モニカ・ユーレン
竜王戦争勃発時のカルデア帝国皇帝。まだ幼い少年だったが、モニカが戦死したため共に消滅する。
モニカ・ユーレン
《マイスター乙HiME》
所有GEM・通称：流水の透輝石（るすいのとうきせき）
マスター：カルデア帝国皇帝、アルゴス十二世
「流水の透輝石」（るすいのとうきせき）を持つマイスター乙HiME。アルゴス十二世に仕えていた。マリア・グレイスバートがコーラル乙HiMEの時、お世話係として仕えていたトリアスNo.1。竜王戦争勃発時にガルデローベの卒業を待たずにマイスター乙HiMEとして出陣、かつて親友であったトリアスNo.2、フロリンス側のマイスター乙HiME（名前は不明）と対戦して戦死。

## フロリンス
シャルル・ギュネール・ロイ・デ・フロリンス八世
声：岩尾万太郎
所有GEM：清恋の孔雀石（せいれんのくじゃくいし）→深淵の翡翠（しんえんのひすい）→螺旋の蛇紋石（らせんのじゃもんせき）
契約の乙HiME：ロザリー・クローデル、後にシホ・ユイット
フロリンス王。この国出身であるアカネ・ソワールを乙HiMEに指名したが、乙HiMEの認証式の最中にアカネに逃げられた。その後アカネの代わりにシホ・ユイットを乙HiMEとして選ぶが、今度は「螺旋の蛇紋石」（らせんのじゃもんせき）を持ち逃げされ、ロザリーと「深淵の翡翠」（しんえんのひすい）で再契約を結ぶ 。
ロザリー・クローデル
声：高橋美佳子
《マイスター乙HiME》
所有GEM・通称：清恋の孔雀石（せいれんのくじゃくいし）・深淵の翡翠（しんえんのひすい）
マスター：シャルル・ギュネール・ロイ・デ・フロリンス八世
フロリンス王に仕えるマイスター乙HiME。ガルデローベ時代は、舞衣やナツキの後輩にあたる。元々は「清恋の孔雀石」を持って国王に仕えており、結婚引退する予定であったが、後任のアカネ、シホが共に失踪したことにより、急遽結婚を破談とし「深淵の翡翠」で国王と再度契約、エアリーズ陣営と戦いを繰り広げる事となる。

## ルーテシア連合王国

### ロムルス
ルーテシア・ロムルス王
所有GEM：雷鳴の柘榴石（らいめいのざくろいし）
契約の乙HiME：カーラ・ベリーニ
ロムルス国の王。長髪の男性。カーラ・ベリーニのマスター。
カーラ・ベリーニ
声：浅井清己
《マイスター乙HiME》
所有GEM・通称：雷鳴の柘榴石（らいめいのざくろいし）
マスター：ロムルス・国王
ガルデローベ卒業生であり、シズルとハルカの後輩、ナツキと舞衣の同期にあたる。シュバルツ侵攻時には、ナツキ率いるレジスタンスと合流し、ハルカが指揮を務める超弩級戦艦「スズシロ」に乗艦する。

### レムス
ルーテシア・レムス女王
所有GEM：絢爛の頑火輝石（けんらんのがんかきせき）
契約の乙HiME：ラウラ・ビアンキ
レムス国を治める女王。中年の女性。ナギの振るうハルモニウムの力に屈し、シュヴァルツと手を組んだナギに協力することになる。ラウラ・ビアンキのマスター。
ラウラ・ビアンキ
声：井上喜久子
《マイスター乙HiME》
所有GEM・通称：絢爛の頑火輝石（けんらんのがんかきせき）
マスター：レムス・女王
レムス女王に仕えるマイスター乙HiME。ガルデローベ卒業生で、シズルとハルカの後輩、ナツキと舞衣の同期に当たる。彼女とカーラの衝突は、世界情勢を揺るがす引き金となる。ハルモニウムの力によって、レムスの町に大被害を与えたニナの事は快く思っていない。再びハルモニウムが起動した際、マシロの旗の下に加わり、他のオトメたちとハルモニウムを食い止める。

## アンナン
グエン・バオ
声：宮下栄治
所有GEM：慧命の藍銅鉱（えみょうのらんどうこう）
契約の乙HiME：アイン・ルー
アンナン王。「ご老公」と呼ばれる。ガルデローベを支援し、シュヴァルツと手を組むアルタイと敵対する。ホー家がシュヴァルツに与した事をナツキらに謝罪をする一方、ホー家の事情にも理解を示した。
アイン・ルー
声：新谷良子
《マイスター乙HiME》
所有GEM・通称：慧命の藍銅鉱（えみょうのらんどうこう）
マスター：アンナン国王、グエン・バオ
アンナン王の乙HiMEで、「慧命の藍銅鉱」（えみょうのらんどうこう）を持つマイスターオトメ。ハルカ、カーラと共に「スズシロ」に乗り込む。
ガルデローベではパール時代ナンバーワン。シズルとハルカの先輩で、シズルのお姉さまであった。
普段は聡明かつしっかり者だが一旦酒が入ると女の子を脱がせて絡もうとする悪癖があり、後輩たちに恐れられている。『Zwei』ではアリカやシホたちが餌食となっていた。

## ジパング
鴇羽巧海頭忠頼（ときは たくみのかみ ただより）
声：高橋裕吾
ジパングの将軍家の嫡男。先天性の胃弱を患っており、常に一日三回の薬が欠かせない病気がちの体となっている。ジパングの嫡男として帝王学を学んでいた。マシロの見合い相手でもあり、マシロが淡い恋愛感情を抱くも、彼と晶とのディープキスを目の前で見せつけられて玉砕してしまう。ヴィントブルーム来訪の際は街の内情を視察し、マシロ（ニナと名乗っていた）にこの国の女王はやるべきことがある、と告げた。行方不明となってしまった姉を捜しており、姉の失踪の原因となった乙HiME制度そのものに否定的な見解を示すが、ハルモニウム起動後には、エアリーズに戦艦スズシロ建設用の資材を提供するなど、ナツキ達レジスタンスに協力している。戦後は、無事であった舞衣と再会することができた。
前作では鴇羽巧海。
尾久崎晶（おくざき あきら）
声：小林沙苗
巧海を守護するくノ一。巧海がヴィントブルーム来訪の際、ヴィントブルームの状勢を知る為街に出た時には、影武者として巧海の代わりを務める。生身でありながらもコーラルオトメと対等に戦える程の戦闘力を有する。
舞-乙HiME 0〜S.ifr〜では、同じ姓を持つ尾久崎玄内（CV: 西村知道）という老翁が登場している。
前作では尾久崎晶。
伊織（いおり）
声：勝杏里
晶のお目付け役で、彼女と共に巧海を守護する。
舞-乙HiME 0〜S.ifr〜では若かりし頃の彼と思しき青年がオクザキ老（上述）の側近として登場。
前作では『舞-HiME』に晶の連絡役として登場する伊織。

## アスワド
ミドリ
声：田村ゆかり
アスワドの頭領＝首領。黒い谷の末裔。REMの力により、生身のままオトメと互角以上の実力を発揮する。武器は太刀の二刀と専用スレイブ「愕天王（がくてんおう）」。先代の頭領の血を引くが、的確な判断と指示で民を導き、自力で民の信頼を勝ち得た強き女性。アルタイ・シュヴァルツ一派の陰謀で国を追われて難民状態となった末に流れ着いたマシロに多大な影響を与える。17歳の時に300年前からアスワドに蔓延する伝染病に侵され、延命策としてREMを移植。その副作用で17歳時のまま歳を取らない体となった。自分たちを裏切ったカルデア帝国に対してサイボーグ四人衆を率い、皇帝のマイスター乙HiME、フィア・グロス他皇族を皆殺しにする報復行為を行った。ヴィントルーム奪還作戦においては、ナツキ達の援護としてワルキューレ隊、スレイブ群と交戦した。
前作では杉浦碧。前作では明るく、熱血漢な性格だったが、今作ではその一面はなりを潜めており、その代わりにカリスマ性を持ち、冷静さと敵に対する冷酷さを備えた女性として描かれている。
ラド
声：関俊彦
アスワドのサイボーグの中ではリーダー格にあたる槍術使い。二つの頭をもつ獣型のスレイブを従える。マシロ姫の戴冠式の際にヴィントブルーム城に侵入し、「五柱」マイスター乙HiMEの一人シズル・ヴィオーラと互角以上に戦う実力者。15年前にもヴィントブルーム王国を襲い、当時引退していたレナ・セイヤーズを殺害している。アルタイ公国・シュヴァルツとの戦争においては、ナツキ達の援護としてワルキューレ隊、スレイブ群と交戦した。前名（人間だった頃の名前）は「レイト」。元は人間であったが、ミドリ同様、アスワドに蔓延する伝染病に侵され、自身をサイボーグ化した。今作も命と兄妹かは不明。
余命幾何もないとされていたが、ガルデローベの技術供与により延命したようである。
前作では神崎黎人。
ルーメン
声：内田直哉
アスワドの一人。ラド同様、サイボーグである。女言葉で喋るが、中身が女性であるかどうかは不明。武器は頭部に装着された2本のムチ。魚型スレイブ「ケートス」を操る。カルデアへの報復攻撃の際に戦死。
ガル
声：井上喜久子
アスワドの一人。ラド同様、サイボーグである。中途半端に横文字を混ぜた、おかしな喋り方（ルー大柴のような）をする。武器は頭のリングと両腕を組み合わせて発射する光線兵器。クワガタのようなスレイブを操る。アルタイ公国・シュヴァルツとの戦争においては、ナツキ達の援護としてワルキューレ隊、スレイブ群と交戦した。
ヴィント事変後はヨウコと共に研究者としてガルデローベに滞在し、「ガル教授」あるいは単純に「教授」と呼ばれている。
ダイン
声：宮下栄治
アスワドの一人。ラド同様、サイボーグである。ほとんど会話をしない。武器は巨大なハンマー。頭部が斧のような型をした獣型のスレイブを操る。
舞-乙HiME 0〜S.ifr〜
シロー
声：保志総一朗
アスワドの青年でレイトの兄。生物学者でガルデローベの技術を奪うのではなく、独自の研究でアスワドの伝染病を解決しようとしている。
M-9との戦闘で傷ついたレナと出会い、自らの力を恐れ悩んでいた彼女を励まし、彼女を立ち直らせた。
明言はされていないが、恐らくアリカの父親と見られる人物。髪色や性格、口癖などアリカとの共通点が多く存在している。
レイト
声：木村亜希子
アスワドの少年でシローの弟、後のラド。シローを慕っており、黙ってシローを研究に同行したりしている。アスワドの掟に反するシローを心配している。
ブランキン
声：うえだゆうじ
アスワドのサイボーグで大将と呼ばれている。シュバルツと共にシフルを狙っている。背中に装備した斧が武器である。
スレイヴ「爆天王（バクテンオー）」を所有する。
ランボス
声：杉山大
ブランキンの部下のサイボーグ。
カッツェー
声：四宮豪
ブランキンの部下のサイボーグ。

## 黒い谷
鴇羽舞衣（ときは まい）
声：中原麻衣
《マイスター乙HiME》
所有GEM・通称：炎綬の紅玉（えんじゅのこうぎょく）
マスター：猫神様・ミコト
ジパングの将軍家の姫君であり、次期将軍である弟の力になる為に家出をし、乙HiMEを目指していた。真祖から五柱に任命されるが、学園卒業直前に謎の失踪をしていたため、実際に名を連ねることは無かった。
乙HiMEの責務と恋の狭間で揺れ、悩んだ末に自らの行く末を求めた悲劇の乙HiME（乙HiME列伝第109話にはこのように掲載されている）として伝説的存在になっている。
しかし実際の所は、そのことに悩んだ末に気分転換の旅行へ行った際神籬の森で霧に巻き込まれ、ミコト（猫神様）の仕掛けた罠に捕まり黒い谷に連れて行かれ、更にその時にミコトに持っていた紅玉を飲み込まれてしまった事から、事実上彼女に仕える乙HiMEとなっている、というのが真実であった。なおDVD8巻の初回特典では、家出をした後にスポンサーとなった家の乙HiMEになるとうっかり返事をし、真祖からも五柱に任命されてしまい（五柱は辞退不可）、どうするかと悩み、解決策を見つけるべく散歩へ行った際に神籬の森で霧に巻き込まれ、ミコト（猫神様）の仕掛けた罠に捕まり黒い谷に連れて行かれてしまう。この時、持っていた紅玉をミコトに飲み込まれ、逃げ出せないままミコトとなじんでしまった、という会話が湯でなされている。
Zweiでは、ジパングに戻ることなく、黒い谷でシュヴァルツの監督の傍らラーメン店を開業している。
前作では鴇羽舞衣。
ミコト（猫神様）
声：清水愛
契約の乙HiME：鴇羽舞衣
「水晶の姫」と呼ばれる、世界を維持する為厳重な制約を付けて生み出された乙HiME（乙式高次物質化能力）の元になった純粋な高次物質化能力者（HiME）の最後の生き残り。外見からは想像のつかない程の戦闘力の持ち主で、マイスターローブを身に着けたアリカや舞衣でもまったく歯が立たない。武器は錫杖。数年前、自身が仕掛けた食料を獲る罠で偶然舞衣を捕まえ、その際に舞衣が持っていた「炎綬の紅玉」を飲み込んでしまった事から、事実上舞衣のマスターになっている。
舞衣の作ったご飯が何よりも好き。終戦後は、舞衣と共に黒い谷で元シュヴァルツ構成員達の監督をしている。
Zweiでは、ユナ襲来とともに原因不明の昏睡状態に陥り、ユナが撃退されるまで目覚めることがなかった。
前作では美袋命。
リボンちゃん
声：栗林みな実
舞衣のラーメン店のお手伝いをしているシュヴァルツの女の子。フードを被っており素顔は見えず、ピンク色の大きなリボンをつけている。まだ幼いが、シュヴァルツの証であるスレイヴGEMを所有しており、黒い谷が危機に陥った際にはこの力で戦おうとし、ニナの乙HiMEとしての再起の後押しをする事になる。
黒い谷でのアリカやニナの活躍を目にし、憧れという形で乙-HiMEを目指すようになる。
その後はガルデローベでスレイヴGEMの武装化を解除され、自戒の意味を込めてスレイヴGEMを持つようにと論され、お守りとしてスレイヴGEMを所持している。
ナツキに出会った際には自身が乙HiMEを目指すことを告げるも乙Hime拡散防止条約によって将来的に乙Himeが減少する事から乙HiMEになるのは難しいとナツキに言われてしまう。しかし、シズルの後押しもあって本格的に乙HiMEを目指す事を決めたようである。また、幼いながらもガルデローベの階段を登り切った事からサラやハルカからは将来を有望視されている。
フードを外した素顔は、Zwei4巻にて明らかになる。
カグツチ
黒い谷を襲撃した「チャイルド」と呼ばれる白い龍。アルタイ領内の旧時代の遺跡内部にて繭状の形となって封印されていた。ユナが黒い谷の結界を破らせる為に解き放ち、彼女と共に黒い谷を目指した。
また、ミコトはカグツチが襲撃してきた際に「結界破りの龍」と寝言を言っている。
長距離移動する状態では灼熱の隕石のような形になり、口から火球を吐き出す。圧倒的な破壊力で猫神山の周囲を破壊するも、本山の破壊は結界によって阻まれた。その後マテリアライズした舞衣と交戦し、彼女に自らを束縛していた宝剣を引き抜かれて元の姿（羽の生えた子猫）に戻る。その後はリボンちゃんに懐いているようである。
姿は、前作に登場したカグツチそのもの。

## シュヴァルツ
ジョン・スミス
声：内田直哉
シュヴァルツのネゴシエーター。ジョン・スミスというのは、ネゴシエーターとしてのコードネーム。組織の規模・構成人員・命令系統などの全てが謎に包まれているシュヴァルツで唯一その存在を知られる人物。水面下でナギと手を組んで陰謀をめぐらし、ガルデローベ卒業記念舞闘前に行われたマシロ姫の演説の際に、要塞に改造された風華宮と共に出現、ナギのヴィントブルームの乗っ取りに協力する。ヴィントブルーム侵攻後はナギの側近をつとめていたが、ワルキューレシステムを破壊しようとしたセルゲイを射殺しようとするが、返り討ちにあい死亡。
前作ではジョン・スミス。
舞-乙HiME 0〜S.ifr〜
キッド
声：柿原徹也
ジョン・スミスの部下。シフル誘拐を指揮していた。ナギのように悪役ながらどこか茶目っ気があるように描かれた。後のジョン・スミス。
先代のジョン・スミス
声：阪脩
シュヴァルツのネゴシエイターでキッドの上司。ヴィントブルーム王家の血を引くシフル・フランを利用して、旧時代の兵器（M-9や攻撃衛星）を復活させ、同時にハルモニウムの発見を狙う。
M-9
声：井口裕香
シュヴァルツが発掘した、シュヴァルツの切り札の戦闘用アンドロイド。
M-9とはミユの9番目という意味であり、彼女の姉妹機のアンドロイドである。その為か腕に仕込まれた剣や太腿のミサイル等ミユと同様の兵装を持つ。
作中でスミスに捕らわれたシフルの紡ぎ手としての遺伝子情報に反応し起動、量産機の中で唯一真祖フミとの戦闘データを記録している事からミユからも危険視されるほどの個体であり、エリオットやラケル、本気を出したレナの3人を相手取っても互角に渡り合うほどの戦闘力を有している。
レナとの戦闘データを元に自己改良を行い、M-9Rと呼ばれる形態となった際にはレナの高速移動、分身能力をも取り込んで、ミユを一蹴するほどの力を持つに至った。
後に蒼天のローブを纏ったレナと宇宙空間で激闘を繰り広げた末に敗北、大破する事となった。

## その他
ミユ
声：浅井清己
（Merciful Intelligential Yggdrasil Unit） 《マーシフル・インテリジェンシャル・イグドラシル・ユニット》
黒いコートを纏いアリッサという金色の小鳥と共に惑星を旅する謎の女性。アリカがガレリアにいた頃からの知り合い。いかなる時も常にアリカを気遣っており、ガルデローベ関係者ですら知り得ないあらゆる情報に精通する謎多き人物。アリカには優しいが、アリカ以外の人物には少し冷たい。
その正体は星に住む人々の行く末を見守る使命を持つ戦闘用アンドロイド。名前は本名の頭文字を取ったもので、かつての彼女の主アリッサが愛情を込めて呼んでくれた名前だからという理由で「ミユ」と名乗っている。常にアリカを気にかけている理由は、アリカやレナがかつての主アリッサ・シアーズの子孫である為で、彼女へのそれと同様に心からの愛情を示す（ミユの視点からは、アリッサの血を引く人間は頭髪が黄金色に輝いて見える）。
黒い谷から旅立つ際、マシロにアリカの主に相応しい王になるために学べと残し、再び旅立つ。アリカが蒼天の青玉の真の力に目覚めた時、黒い谷の猫神湖の水中にある水晶宮である封印を解く。それは「乙HiME」を「HiME」にして乙式の制約から解放する大規模なシステムであった。ヴィント事変後は今まで通り各地を旅する生活に戻りつつ、乙HiMEとなったアリカを密かに見守っている。
前作同様、高次物質化能力を反転、消滅させる「アンチマテリアライザー」のシステムを搭載しており、ワルキューレ乙HiMEとなったトモエと対峙した際には彼女等を圧倒した。しかし、Zweiではユナによる石化を防ぎきれず、0〜S.ifr〜では真祖やレナとの戦闘データを得て強化されたM-9に敗北しており、決して無敵ではない。
前作では深優・グリーア。
アリッサ
ミユと共に行動する金色の小鳥。主人であるアリッサ・シアーズの遺伝情報が組み込まれており、戦闘時にはミユの腕の剣「ソードマリー」と融合して「アルテミス 黄金の剣」を発動させる。
オリジナル名はアリッサ・シアーズ。
ばっちゃ
アリカの祖母であり、レナの母。姓名は不明。レナが乙HiMEになることに強く反対していたが、本心では心配していたようで、ミユに「蒼天の青玉」を託していた。ヴィントブルーム動乱時に娘のレナが行方知れず（死亡）となった後、ヴィント市からガレリアへ戻りそこでアリカを育てる。舞-乙HiME正編の開始時点では既に逝去しており、アリカは彼女の遺言に従い、ヴィントブルームに向かった。
機知に富んだ人物であったようで、アリカにさまざまな教えを残しており、アリカはことあるごとに「ばっちゃが言ってた」とその教えを参照・反芻していた。
劇中には一切登場しないにも拘らず、物語の動向に深く関与している。ミユと交流があったり、移民歴以前に作られたスーパーマイスターGEMの一つである（蒼天の青玉）を私的に保有したりしている謎の多い人物である。
ユナ
制御不能に陥り、宇宙に投棄されていたとされる旧時代の惑星殲滅兵器。
その素体はのっぺらぼうの顔面に不気味な片目を携えた女性型アンドロイドで、胸部と腹部は絶えず謎の脈動を続けている。
チャイルドと呼ばれる複数のサブユニットモンスターを召喚・使役する能力と接触した相手への擬態能力、そして瞳から発せられる石化光線を持つ。
光線に貫かれた乙HiMEはナノマシンが硬質化し、生命反応がありながらも身体が石のようになってしまう。また、乙HiME以外にも草木等も石化している為、ナノマシンを持たない生物でもその限りではない。
本編であるヴィント事変から1年後、開設したばかりの天文台が感知した巨大隕石の内部に潜んでいた。各国の乙HiMEの協力の下で破壊作業が行われ、アリカの手によって隕石は破壊されるが、その際にアリカの姿に擬態し、密かに隕石の破片と共にエアルに降り立つ。
その星で最も強い存在を取り込む様にプログラムされており、エアルに落下した後は迎撃に向かったミユや調査に向かったシズルを石化させ、アリカ、ミユ、シズルの姿に擬態を繰り返しながらガルデローベを目指した。その後「真白なる金剛石」を奪取し、真祖フミのシステムを掌握した後は不完全ながらも真祖フミの姿に擬態しその姿で安定、世界各地の破壊のために行動を開始する。
アルタイの遺跡でチャイルド「カグツチ」の封印を解き放ち、黒い谷の封印を破らせ、その間に水晶宮内部のシステムをハッキングし巨大な姿をした完全体の真祖フミとなった。また、真祖フミの霊廟を中心としてチャイルドの根を各国に張り巡らせ、乗っ取った高次物質化エネルギー供給システムを利用して各地にチャイルドを出現させた。
各国の乙HiMEがチャイルドと交戦している際に、ガルデローベのワルキューレ・システムによるジャミングで自身等の再生に用いていた高次物質化エネルギーを遮断され、アリカとニナの連携攻撃で葬られた。
前作のミユ同様、ユナはアリッサ・シアーズの子孫であるアリカやGEMを識別する事が可能で、完全体と化した際には唯一本物の真祖フミと異なりミユやM-9と同様の真紅の瞳となっている事からユナがミユの姉妹機、或いはシアーズ財団に纏わる存在であることが示唆されている。

舞-乙HiME 0〜S.ifr〜
シフル・フラン
声：小清水亜美
エアリーズのスクールに通う少女。天涯孤独の身だがそれを感じさせない天真爛漫な性格。乙HiMEに憧れており、乙HiMEになる為にガルデローベの入学予備試験を受けるも失格となり、断念している。
実は、その父親は現ヴィントブルーム国王の王弟の一人であり、ブルースは従兄にあたる。ヴィントブルーム王家の血は紡ぎ手の血脈として厳重に管理されており、自由に子を成してはならない戒律があったが、彼女の両親はこの戒律を破って彼女をもうけてしまった。その為、その存在が明らかになった以降は紡ぎ手の能力を狙うシュヴァルツと、紡ぎ手の血の流出を阻止するという古き盟約を守るガルデローベからその身を狙われている。
その出生からガルデローベからは生まれを否定されるが、苦しい生活の中でも心から愛してくれた母を想い、たとえ世界中から否定されても自分は生きたいと強く願った。
シュヴァルツに誘拐された際にはM-9や旧時代の兵器の起動に利用させられたが、レナ達によって救出された後はヴィントブルームに戻り、伯父であるヴィントブルーム王と和解。王族としてヴィントブルーム王家で暮らす事となった。
シフルの母
声：生天目仁美
シフルの母親。物語開始時点では既に故人である。シフルは母を助けるため乙HiMEになる夢を持っていた。
シフルの父とは、彼の留学先であるエアリーズで出会った。
苦しい生活の中でもシフルの事は心から愛しており、それがシフルの生きる活力となっていた。
墓碑に「ELENA FRAN A.R 272-305」と記されており、名前が「ELENA」（エレナあるいはエレーナ）で33歳没であることがわかる。
オリジナルは、『GEAR戦士電童』のエリス・ウィラメット。

ピクチャードラマ・乙女の祈り
王春妹
声：小清水亜美
ニナ（猫）の飼い主で、アリカ達にアパート「メゾン・ド・ガルデローベ」を紹介した先輩。
前作の春妹。髪型もニナ・ウォンに似ている。
ニナ（猫）
声：ゆかな
アリカが拾った迷子の猫。
風花真白
声：ゆかな
ニナ（猫）を見守っていた園児。傍らには炎凪らしき園児もいる。

## ロサージュ連邦
エドゥアルド・ホー
ロサージュ連邦指折りの資産家ホー財閥の後継者でクラリッサの兄。
極度のシスコンで、バックステージに通ってはリサのグッズを買いあさっている。

## タイユァン
ハザクラ家
七武候家の第三位。
当代の当主はアヤネの父。
シルヴァーナ・ゲイル
ハザクラ家当主に仕えたオトメ。
アンリ暗殺未遂事件の際に、アヤネの眼前でその実力の片鱗を見せ、彼女にオトメの道を選ばせるきっかけを作った。

## エアル教団
シオン・マーガレット
声：喜多村英梨
所有GEM：拘龍の薔薇輝石（こうりゅうのばらきせき）
契約の乙HiME：ラケル・マヨール
教団の派遣司祭。シスター・シオンと呼ばれている。ブルース・ヴィントブルームに協力し、シフルの保護に尽力する。
オリジナルは「舞-HiME★DESTINY 龍の巫女」の天王寺しおん。
ラケル・マヨール
声：茅原実里
《マイスター乙HiME》
所有GEM・通称：拘龍の薔薇輝石（こうりゅうのばらきせき）
マスター：シオン・マーガレット
シオンの乙HiMEで、レナ、エリオットと同期であるマイスターオトメ。初対面のシフルとも気さくに話す一行のムードメーカー。
マイスターローブはスレイヴを押し返すほどの結界の展開やイルマの砲撃を身一つで防ぎ切るといった取り分け防御面に優れている。
戦闘時には「ヒビキ」と「コダマ」と呼ばれる龍に似た形態の2体のチャイルドのようなものを従えている。
オリジナルは「舞-HiME★DESTINY 龍の巫女」の神楽真夜。